# La jaula de oro (telenovela)
La jaula de oro es una telenovela mexicana producida por José Rendón y emitida en el año 1997 por El Canal de Las Estrellas de la cadena Televisa protagonizada por Edith González y Saúl Lisazo, con las participaciones antagónicas de René Casados, Kenia Gascón,  Antonio Medellín y Cecilia Coronel. Fue versión de la telenovela De pura sangre producida por Ernesto Alonso entre 1985 y 1986.

## Argumento
Álex Moncada es un guionista de Estados Unidos que se casó con una mujer llamada Carolina Valtierra. Sin embargo, a los pocos días de su boda, Carolina fallece en circunstancias extrañas. Poco después, Álex es acusado injustamente del asesinato de una mujer durante un viaje y encarcelado por ello, pero logra escapar de prisión gracias a un incendio.
Álex decide investigar la muerte de su esposa para descubrir a su verdadero asesino. Para ello, decide ponerse en contacto con la familia de Carolina; entre ellos, está Oriana, su hermana gemela.
Oriana es una mujer con una mentalidad infantil. Está traumatizada psicológicamente porque a los 10 años fue violada brutalmente por un empleado de su abuelo; no recuerda nada de lo sucedido, pero cuando presencia un situación violenta, su mente se bloquea, por lo que vive feliz y aislada de la sociedad en una gran mansión en el campo, llamada Villa Miraflores, con sus perros y su tía, Ofelia.
Por otro lado, aparece Flavio, un ambicioso abogado al cual solo le interesa la fortuna de Oriana, así que pide su mano a Ofelia para casarse con ella y acceder a su dinero. Ofelia acepta, y la boda se celebra. Pero el matrimonio entre ambos es infeliz porque él no la satisface en ningún sentido, de modo que Oriana se enamora de Álex nada más verlo. Los dos se conocen al ser herederos de grandes fortunas (Álex por parte de su mujer y Oriana por parte de su abuelo), pero deberán atravesar dificultades porque están rodeados de gente ambiciosa cuyo único objetivo es conseguir la fortuna de los Valtierra.

## Elenco
- Edith González - Oriana Valtierra Cortázar / Carolina Valtierra Cortázar / Renata Duarte Franco
- Saúl Lisazo - Alex Moncada / Franco López
- René Casados - Flavio Canet
- María Teresa Rivas - Ofelia Casasola
- Antonio Medellín - Omar Valenzuela
- Patricio Castillo - Benjamín Acevedo
- Cecilia Coronel - Elis Canet
- Arcelia Ramírez - Martha
- Vanessa Bauche - Cristina
- Socorro Bonilla - Doña Tere
- Fernando Sáenz - Valerio
- Jaime Lozano - Artemio
- Kenia Gascón - Camelia
- Isaura Espinoza - Dolores
- Edi Xol - Alberto
- Ricardo Dalmacci - Gustavo
- María de Souza - Amira
- Bárbara Gómez - Regina
- Tony Marcín - Ana
- Ana María Jacobo - Severina
- Ernesto Rivas - Sergio
- Janet Ruiz - Rosa
- Fernando Rubio - Maximino
- Zulema Cruz - Locutora
- Claudio Rojo - Oficial de policía
- Judith Muedano - Recepcionista
- Francisco Haros - César Valtierra
- Liliana de Ita - Señora
- José Olivares - Hombre joven
- Julián de Jesús Núñez - Pedro
- María Dolores Oliva - Irene

## Equipo de producción
- Historia original y adaptación: María Zarattini
- Edición literaria: Irma Ramos
- Tema original: La plegaria
- Autor: Alexis Aranda
- Escenografía: Isabel Cházaro, Fausto Medina
- Ambientación: Patricia de Vicenzo
- Diseño de vestuario: Mónica Aceves, Janette Villagómez
- Directora de arte: Guadalupe Sánchez
- Musicalizador: Juan López
- Editora: Gabriela Múzquiz
- Jefes de producción: Daniel Estrada, Liliana Cuesta Aguirre, Carolina Gallastegui
- Coordinador de producción: Víctor Manuel Ceballos
- Director de cámaras adjunto: Óscar Palacios
- Director huésped: Luis Vélez
- Director de cámaras: Jorge Miguel Valdés
- Productor asociado: Roberto Hernández Vázquez
- Director y productor: José Rendón

## Otras versiones
- La jaula de oro es versión de la telenovela "De pura sangre", producida por Televisa en 1985 de la mano de Ernesto Alonso y protagonizada por Christian Bach y Humberto Zurita.
- En 2012 se estrenó "Amor bravío" igualmente de Televisa, producida por Carlos Moreno Laguillo, siendo los protagonistas en esta versión Silvia Navarro y Cristián de la Fuente, con las participaciones antagónicas de Leticia Calderón, Flavio Medina,  César Évora y Laura Carmine.